# Radball-Weltcup 2003
Der Radball-Weltcup 2003 war die 2. Austragung des von der UCI veranstalteten Radball-Weltcups. Die Turnier-Serie begann am 5. April 2003 und endete am 7. Februar 2004 anlässlich des Weltcup-Finales in Ailingen. Insgesamt haben 30 Teams teilgenommen, jedoch spielten nur 16 davon an mindestens 3 Turnieren und hatten somit die Möglichkeit den Final zu erreichen. 
Weltcup-Gewinner war das Team Favorit Brünn 2 aus Tschechien.

## Turnier-Übersicht
| Datum              | Austragungsort | Gewinner        | Zweiter         | Dritter         |
| ------------------ | -------------- | --------------- | --------------- | --------------- |
| 5. April 2003      | Baesweiler     | Favorit Brünn 2 | RV Winterthur   | RSV Krofdorf    |
| 30. Mai 2003       | Stuttgart      | RC Höchst 1     | TSV Edersleben  | RV Ailingen     |
| 7. Juni 2003       | Warfleth       | RSV Krofdorf    | RMV Mosnang     | RV Ailingen     |
| 27. September 2003 | Oftringen      | RV Winterthur   | Favorit Brünn 1 | RSV Krofdorf    |
| 1. November 2003   | Wölfersheim    | RV Winterthur   | Favorit Brünn 1 | TSV Edersleben  |
| 29. November 2003  | Mücheln        | RC Höchst 2     | Favorit Brünn 2 | CK Svitavka     |
| 6. Dezember 2003   | Höchst         | RV Winterthur   | RSV Krofdorf    | Favorit Brünn 1 |

## Punktestand
Für jedes Weltcupturnier werden Weltcuppunkte vergeben. Nach allen sieben Turnieren werden die Punkte für jedes Team addiert und die sieben Teams mit den meisten Punkten gelangen in den Final. Ebenfalls im Final spielt ein Team aus Asien.
| Rang   | 1  | 2  | 3  | 4  | 5  | 6  | 7  | 8  | 9  | 10 | 11 | 12 |
| Punkte | 50 | 45 | 40 | 35 | 30 | 25 | 20 | 18 | 16 | 14 | 12 | 10 |

Der Punktestand entscheidet nur darüber, welche Teams in den Final gelangen. Im Finale hatten jedoch alle Teams wieder die genau gleichen Chancen zu Gewinnen.
In dieser Tabelle sind nur die Teams aufgelistet, bis und mit dem letzten Team, welches mindestens 3 Turniere gespielt hat. Die mit  gelb  hinterlegten Teams sind qualifiziert für den Final.
| Rang | Team            | Spieler            | Spieler             | Punkte | Starts |
| ---- | --------------- | ------------------ | ------------------- | ------ | ------ |
| 01   | RV Winterthur   | Paul Looser        | Peter Jiricek       | 195    | 4      |
| 02   | RSV Krofdorf    | Jens Häuser        | Thomas Abel         | 175    | 4      |
| 03   | Favorit Brünn 2 | Jiří Hrdlička      | Miroslav Berger     | 160    | 4      |
| 04   | Favorit Brünn 1 | Pavel Smid         | Petr Skotak         | 160    | 4      |
| 05   | TSV Edersleben  | Mike Pfaffenberger | Steve Pfaffenberger | 140    | 4      |
| 06   | RC Höchst 1     | Andreas Lubetz     | Reinhard Schneider  | 140    | 4      |
| 07   | CK Svitavka     | Radim Hason        | Pavel Loskot        | 135    | 4      |
| 08   | RV Ailingen     | Sven Braunger      | Alessandro Federici | 128    | 4      |
| 09   | RC Höchst 2     | Simon König        | Dietmar Schneider   | 128    | 4      |
| 10   | SNA Gent 1      | Christoph Baudu    | Rik Deuvaert        | 86     | 3      |
| 11   | RMV Mosnang 1   | Roman Schneider    | Lukas Schönenberger | 81     | 4      |
| 12   | RV Lustenau     | Christian Kainz    | Jürgen Türtscher    | 75     | 3      |
| 13   | SNA Gent 3      | Ryan de Baene      | Peter Martens       | 64     | 4      |
| 14   | VMC St. Gallen  | Timo Reichen       | Adrian Osterwalder  | 53     | 2      |
| 15   | VCFB Feurs      | Michel Maillavin   | Frédéric Marcoux    | 49     | 3      |
| 16   | VC Cronenbourg  | Luc Doell          | Frédéric Doell      | 46     | 3      |
| 17   | RSV Ginsheim    | Roman Müller       | Marco Rossmann      | 35     | 1      |
| 18   | Dinamo Zagreb   | Andreas Szabo      | Daniel Tvrdi        | 34     | 3      |

## Weltcup-Finale
Die acht Teams wurden in 2 Gruppen unterteilt. Innerhalb dieser Gruppe spielte dann Jeder gegen Jeden einmal. Die Gewinner der beiden Gruppen spielten danach gegen den Zweitplatzierten der anderen Gruppe. Die anderen Teams spielten gegen das Team aus der anderen Gruppe auf demselben Rang. Die beiden Verlierer aus den Halbfinalen spielten dann um Rang drei, die beiden Sieger um den Weltcup-Sieg.

### Vorrunde
| Gruppe 1 | Gruppe 1        | Gruppe 1 | Gruppe 1 |
| Rang     | Team            | Tore     | Punkte   |
| -------- | --------------- | -------- | -------- |
| 1        | RV Winterthur   | 14 : 09  | 9        |
| 2        | TSV Edersleben  | 13 : 13  | 4        |
| 3        | CK Svitavka     | 10 : 12  | 2        |
| 4        | Favorit Brünn 1 | 07 : 10  | 1        |

| Gruppe 2 | Gruppe 2        | Gruppe 2 | Gruppe 2 |
| Rang     | Team            | Tore     | Punkte   |
| -------- | --------------- | -------- | -------- |
| 1        | Favorit Brünn 2 | 23 : 06  | 7        |
| 2        | RC Höchst 1     | 13 : 06  | 7        |
| 3        | RV Ailingen (a) | 07 : 08  | 3        |
| 4        | Pinkies Osaka   | 05 : 28  | 0        |

### Finalrunde
| 1. Halbfinale          |   |                |                     |
| RV Winterthur          | – | RC Höchst 1    | 4 : 3               |
| 2. Halbfinale          |   |                |                     |
| Favorit Brünn 2        | – | TSV Edersleben | 8 : 7               |
| Spiel um Platz 7 und 8 |   |                |                     |
| Favorit Brünn 1        | – | Pinkies Osaka  | 8 : 2               |
| Spiel um Platz 5 und 6 |   |                |                     |
| CK Svitavka            | – | RV Ailingen    | 5 : 5 (8 : 7 n. P.) |
| Spiel um Platz 3 und 4 |   |                |                     |
| RC Höchst 1            | – | TSV Edersleben | 4 : 7               |
| FINALE                 |   |                |                     |
| Favorit Brünn 2        | – | RV Winterthur  | 5 : 4               |

### Endstand
| Rang | Team            | Spieler            | Spieler             |
| ---- | --------------- | ------------------ | ------------------- |
| 01   | Favorit Brünn 2 | Jiří Hrdlička      | Miroslav Berger     |
| 02   | RV Winterthur   | Paul Looser        | Peter Jiricek       |
| 03   | TSV Edersleben  | Mike Pfaffenberger | Steve Pfaffenberger |
| 04   | RC Höchst 1     | Andreas Lubetz     | Reinhard Schneider  |
| 05   | CK Svitavka     | Radim Hason        | Pavel Loskot        |
| 06   | RV Ailingen     | Sven Braunger      | Alessandro Federici |
| 07   | Favorit Brünn 1 | Pavel Smid         | Petr Skotak         |
| 08   | Pinkies Osaka   | Takehiko Miyamoto  | Naoya Kinoshito     |